# Pál Turán

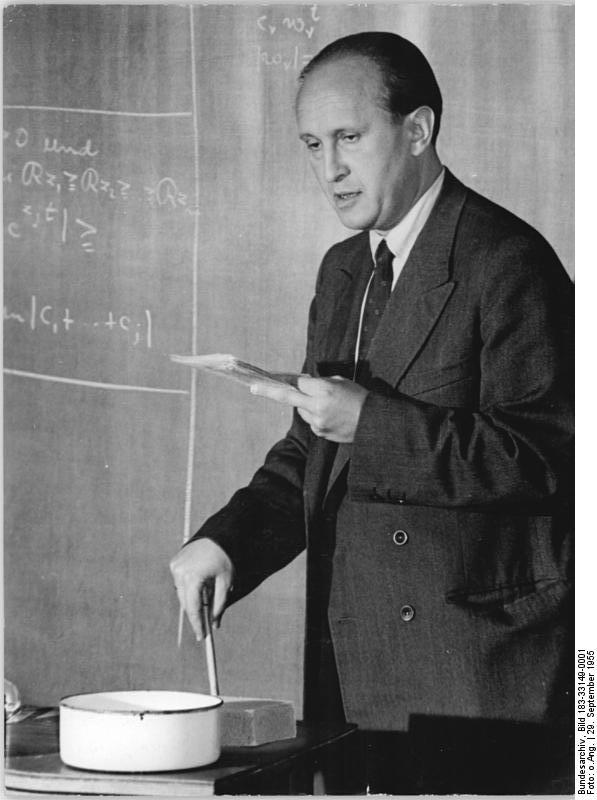
Pál Turán

Pál Turán (wym.: ˈtuɾaːn) ur. 18 sierpnia 1910 w Budapeszcie, zm. 26 września 1976 tamże) – węgierski matematyk, którego prace dotyczą głównie teorii liczb, analizy i teorii grafów. Był wieloletnim współpracownikiem Paula Erdősa, z którym w ciągu 46 lat opublikował 28 wspólnych artykułów.

## Biogram
Po ukończeniu studiów na uniwersytecie w Budapeszcie, Turán doktoryzował się w roku 1935 u Fejéra. Z powodu żydowskiego pochodzenia, w latach 1940-44 przetrzymywany był w obozie pracy. Przetrwał dzięki pomocy strażnika, który podczas studiów zetknął się z publikacjami Turána.
Po wojnie podjął pracę na uniwersytecie w Budapeszcie, gdzie w 1949 roku otrzymał stanowisko profesora. W 1952 roku poślubił Verę Sós, z którą miał dwoje dzieci. Otrzymał wiele nagród i wyróżnień, m.in. w 1948 roku wybrano go członkiem korespondentem, a w 1953 członkiem zwyczajnym Węgierskiej Akademii Nauk, w 1948 otrzymał nagrodę Koszuta, a w 1975 nagrodę Tibora Szele przyznaną przez Towarzystwo Matematyczne Jánosa Bolyai'a.
Zmarł na białaczkę.

## Dokonania
W roku 1934 Turán podał nowy i prosty dowód twierdzenia Hardy'ego i Ramanujana, dotyczącego rozkładu dzielników liczb naturalnych. Metody użyte przez Turána zapoczątkowały nowy dział badań w teorii liczb, tak zwaną probabilistyczną teorię liczb. Uogólnieniem uzyskanych przez niego wyników jest nierówność Turána–Kubiliusa.
Sporo uwagi poświęcił Turán badaniom występowania liczb pierwszych w ciągach arytmetycznych. Wiąże się z tym tak zwana hipoteza Erdősa-Turána, obecnie udowodniona jako twierdzenie Szemerédiego. 
Wiele prac Turána dotyczy hipotezy Riemanna. Turán rozwinął metodę szeregów potęgowych, polegającą na szacowaniu odpowiednich szum częściowych takich szeregów i wykorzystywaną z powodzeniem w innych dziedzinach matematyki. Według słów Erdősa, Turán był jednak "niewierzącym": "Turán was an 'unbeliever,' in fact, a 'pagan': he did not believe in the truth of Riemann's hypothesis." 
W dziedzinie "czystej" analizy na uwagę zasługuje tak zwana nierówność Turána, dotycząca wielomianów Legendre'a.
Szczególnie istotne są wyniki Turána dotyczące teorii grafów. Słynne twierdzenie Turána, podaje górne ograniczenie na liczbę krawędzi grafu nie zawierającego klik. W dowodzie twierdzenia Turán wykorzystał skonstruowany przez siebie graf Turána, a jego badania zapoczątkowały tak zwaną ekstremalną teorię grafów. Inne wyniki Turána w tej dziedzinie dotyczą problemu Zarankiewicza.